# Barnstedt
Barnstedt ist eine Gemeinde im Landkreis Lüneburg in Niedersachsen. Sie ist die kleinste der vier Mitgliedsgemeinden der Samtgemeinde Ilmenau.

## Geografie

### Gemeindefläche
Die Gemeindefläche beträgt etwa 20 km². Mehr als die Hälfte dieser Fläche wird landwirtschaftlich genutzt.

### Lage
Barnstedt liegt in einem Tal. Die Umgegend ist hügelreich.  Westlich vom Orte befindet sich der Goldberg. Im Norden ist der Mühlenberg, auf dem die Windmühle steht. Östlich vom Orte erhebt sich der Butterberg und an der Landstraße nach Ebstorf der Kuchenberg. Richtung Süsing muss man den Krähenberg übersteigen und Richtung nach Glüsingen den Spitzberg.|

### Nachbargemeinden
| Heinsen 3,5 km    | Embsen 5,6 km                               | Melbeck 6,3 km                       |
| Betzendorf 4,1 km | Kompassrose, die auf Nachbargemeinden zeigt | Bardenhagen, Eitzen I 2,6 km, 5,0 km |
| Tellmer 7,0 km    | Velgen 6,5 km                               | Beverbeck 5,5 km                     |

## Geschichte

### Gutskapelle Barnstedt

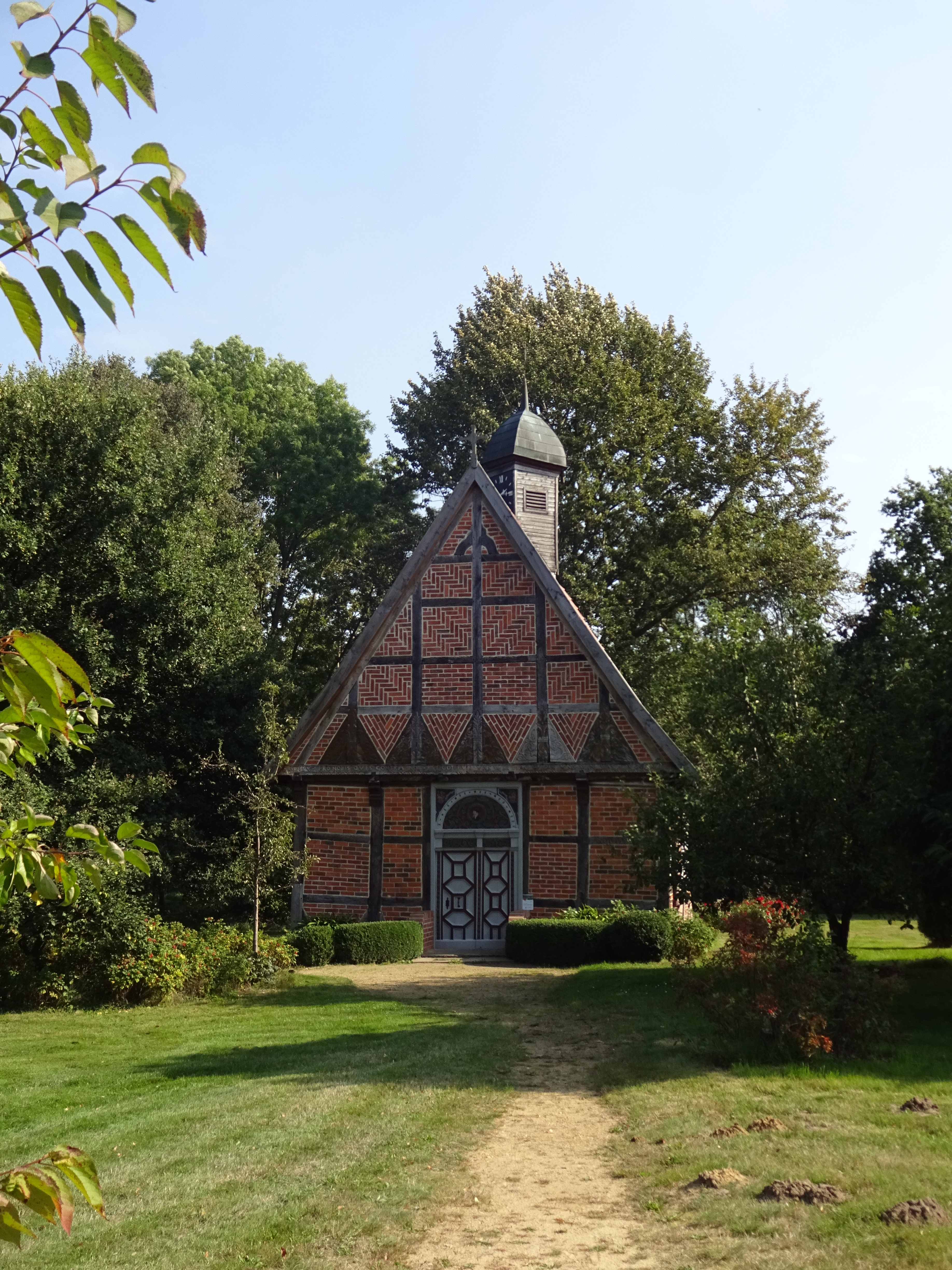
Gutskapelle Barnstedt

Seit dem 14. Jahrhundert ist die Familie von Estorff auf dem Rittergut Barnstedt ansässig. 1576 beschlossen die Gebrüder Heinrich, Carl und Luleff von Estorff eine Kapelle in Barnstedt zu errichten. 1593 erfüllte Ludolph von Estorff den Wunsch seines Vaters und erbaute diese Kapelle. 1731 ließ Eleonore de Farcy de St. Laurent, Ehefrau des Ludolph-Otto von Estorff zu Barnstedt die Kapelle an diesen Ort versetzen, versah sie mit einem Turm und einer Glocke von 1368. Der Kanzelaltar stammt ebenfalls aus dieser Zeit. 1893 wurde die baufällig gewordene Kapelle von Albrecht von Estorff renoviert. Der Nordeingang wurde auf die Westseite verlegt und mit einem Vorbau versehen. 1966 wurden die übermalten Bilder des Kanzelaltars aus der Zeit von 1731 wieder freigelegt, ebenso die Balkenbemalungen. 1985 erfolgte durch den Landkreis Lüneburg eine Grundrenovierung. Dabei wurde ein alter Fliesenfußboden freigelegt. Das bisher versteckt gewesene Fachwerk der Giebelfront wurde wieder sichtbar gemacht. Die Deckenfläche erhielt ihre alte Fassung zurück. Auf den Eichendeckenbohlen wurde die „Grisaille“-Ausmalung ergänzt. Mittlerweile (Stand 2016) wurde die Kapelle erneut saniert.

### Eingemeindungen
Bei der Gemeindereform wurde am 1. März 1974 das Nachbardorf Kolkhagen nach Barnstedt eingemeindet.

## Politik
Die Gemeinde Barnstedt gehört zum Landtagswahlkreis 47 Uelzen und zum Bundestagswahlkreis 38 Lüchow-Dannenberg–Lüneburg.

### Gemeinderat
Der Rat der Gemeinde Barnstedt setzt sich aus neun Mitgliedern zusammen. Die Ratsmitglieder werden durch eine Kommunalwahl für jeweils fünf Jahre gewählt.
Bei der Kommunalwahl 2021 ergab sich die Sitzverteilung gemäß der Grafik.
Ilka Buecher (SPD) wurde Bürgermeisterin und Ratsvorsitzende.

## Kultur und Sehenswürdigkeiten
- Rittergut Barnstedt, seit der 1. Hälfte des 14. Jahrhunderts im Besitz[6][7] der Familie von Estorff. Ältester Bestandteil ist die 1593 erbaute Gutskapelle, heute auch für Konzerte und Lesungen genutzt.

## Natur und Landschaft

### Fließgewässer
Es gibt vier Bäche: Barnstedter Bach, Heinsener Bach, Glindenbach und Eitzener Bach. Heinsener Bach und Glindenbach sind linke Nebenbäche des Barnstedter Bachs. Dieser wie auch der Eitzener Bach sind linksseitige Zuflüsse der Ilmenau, die ein linker Nebenfluss der Elbe ist.

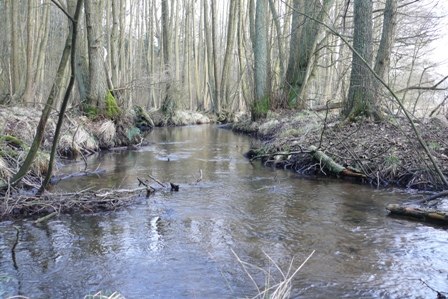
Barnstedter Bach
Das Ortsbild wird maßgeblich vom Barnstedter Bach und vom Mühlenteich geprägt. Der Bach ist von den Erlen-Bruchwälder bis zur westlichen Nachbargemeinde Betzendorf bis etwas südlich der Gemeindegrenze Barnstedt/Melbeck in der Karte der für den Naturschutz wertvollen Bereiche in Niedersachsen enthalten, zusammen mit unmittelbar angrenzenden Wald- und Sumpfflächen. Der Bach und seine Niederung sind als Naturschutzgebiet Barnstedt-Melbecker Bach ausgewiesen.

### Erholungsraum
Im Gebiet wurden überregionale Radwanderwege (Hannover/Lüneburg) angelegt. Als Fußwege bestehen: der Holtorfer Mühlenweg vom Barnstedter Mühlenteich in Richtung Holtorf, eine Fußwegeverbindung am Erdfall im Grewoh vorbei über den Barnstedter Bach zum Albertinengehege, einen Pfad durch den Kiefernwald in der Dewelsheide sowie einige Wege zum Galgenberg.
2007 ist das Gemeindegebiet in den Naturpark Lüneburger Heide einbezogen worden.